# オールズモビル・ヴィスタクルーザー
オールズモビル・ヴィスタクルーザー（Oldsmobile Vista Cruiser）は、1964年から1977年までゼネラルモーターズ（GM）のオールズモビル・ディビジョンで製造されたステーションワゴンである。ヴィスタクルーザーはオールズモビル・カットラス（Oldsmobile Cutlass）/F-85を基本にしていたが、1973年モデルに先立ってホイールベースがカットラス/F-85のセダンより5 in 長いものに変更された。
ヴィスタクルーザーは2列目の座席の上にある窓（これには2列目の座席用のサンバイザーが付いていた）と荷室の上の小さなガラスパネルに特徴があり、1964年2月4日に1964年モデルとして発表された。
このボディスタイルはオールズモビル特有の物ではなくビュイック・スポーツワゴン（Buick Sport Wagon）とも共有しており、次世代のオールズモビル製の中型ワゴンには継承されなかった。しかし、このスカイライト・コンセプトは1991 - 92年モデルのフルサイズ車のオールズモビル・カスタムクルーザー（Oldsmobile Custom Cruiser）やGM内の兄弟車1991 - 92年モデルのビュイック・ロードマスター（Buick Roadmaster）ワゴンで再び利用された。ワゴンをベースにした車で前向きの3列目の座席を持つことも珍しかったが、フォード・フリースタイル/フォード・トーラスX（Taurus X：クロスオーバーSUV車の）とイーグル・メダリオンでも同様な形式が見られた。

## 初代（1964年 - 1967年）
第1世代のヴィスタクルーザーは2列目の座席の上に分割式のスカイライトを備えていた。
1964年、ヴィスタクルーザーは同一のホイールベースのF-85/カットラス インターミディエートをベースにしたF-85のステーションワゴンとフルサイズのダイナミック88（Dynamic 88） フィエスタ（Fiesta）と共にオールズモビルが提供する3種類のステーションワゴンの中の一つであった。
1965年から1970年モデルまでヴィスタクルーザーは、オールズモビルがフルサイズのダイナミック88 シリーズでワゴンを提供せず、インターミディエートのF-85／カットラスがこの期間は短いホイールベースだったためにディヴィジョン中最大のワゴンであった。
ヴィスタクルーザーは、オールズモビルのインターミディエートと並行して1964年から1967年モデルでは330 cu inのV型8気筒（V8）エンジンを搭載し、出力は年度とキャブレターによって210から320までであった。
変速機は2速ジェットアウェイ（Jetaway）オートマチックトランスミッション（AT）と稀ではあるが3速コラムシフトと4速フロアシフトのマニュアルトランスミッション（MT）が提供された。

## 2代目（1968年 - 1972年）
1968年モデルのGM製A-ボディの大幅なデザイン変更により2分割スカイライトはワンピースの物になり、ホイールベースは120 inから121 inへ延長された。
1968年から1972年モデルでは350 cu inのV8エンジンが標準で、オプションで1968年から1969年モデルまではオールズモビル・442（442）の400 cu inのV8が、1970年から1972年モデルまでは442の455 cu inのV8が設定されていた。
変速機は2種類のオートマチックトランスミッション（AT） - 2速ジェッタウェイ（Jetaway、1968年）又は3速ターボハイドラマティック（Turbo Hydramatic、1968-72年）と稀ではあるが標準の3速コラムシフトとオプションのハースト社製シフト付き4速フロアシフトが提供された。
1969年モデルでは3列座席モデルには標準で初めて「デュアルアクション」・テールゲートが用意され、2列座席モデルにはオプションで設定された。
1970年モデルで多くのボディ外板がデザインし直され、角張った鋭い曲線を描くものとなった。この型は1968 - 69年モデルとよく似ており実質的には第2世代と考えられるが、ボディ部品の多くはそれ以前の第2世代の車とは互換性が無かった。ダッシュボードも全く新規にデザインされていた。（GMスカイワゴン・クラブでは1970 - 72年モデルを「第2a世代」と考えている）
1971年モデルではオールズモビルは98のシャーシにGMの格納式クラムシェル型テールゲートを採用したフルサイズのカスタムクルーザーを復活させたが、グラスルーフ付きのヴィスタクルーザーは1972年モデルまで継続された。
少数の1972年モデルのヴィスタクルーザーがハースト社（Hurst Performance）により改造を施され、ウォーミンスター・タウンシップ（Warminster Township）を拠点にして公式のペースカーと同じ455 cu in のロケットV8エンジンを搭載した1972年のインディ500のレースカーのサポートカーとして使用された。1972年モデルのハースト/オールズモビルも455 V8エンジンを搭載していた。2009年の時点でプレスカーと医療指揮車の2台が現存していることが知られている。

## 3代目（1973年 - 1977年）
ルーフグラスはオプションのポップアップ式前列サンルーフに代替され、1973年モデルでカットラスを含むGMのインターミディエート車が完全に新しくされたときにホイールベースがカットラスのセダンと同じ116-in (2,946 mm) に短くされたが、「ヴィスタクルーザー」の名称は1978年モデルでカットラス クルーザーが導入されるまでカットラス スプレーム（Cutlass Supreme）の上級仕様として更に5年のモデルイヤーの間継続して使用された。この期間にエンジンは、標準の350 cu in のロケットV8（Rocket V8）や1976年モデルまでオプションの455 cu in のロケットV8が提供され、後者は1977年モデルで403 cu in のロケットV8に代替された。3速のターボハイドラマティックAT、パワーステアリング、倍力装置付き前輪ディスクブレーキが1973 - 1977年モデルのヴィスタクルーザーに標準で装備されていた。

## 大衆文化
第2世代1969年モデルのヴィスタクルーザーが『ザット'70sショー』の中でエリック・フォアマン（Eric Forman）の愛車であった。この車は2006年に番組が終了するとフェズ（Fez）役の俳優ウィルマー・バルデラマが500 USドルで購入した。
1983年の映画『ホリデーロード4000キロ』の冒頭で衝突する車は1971年モデルのヴィスタクルーザーである。
マッチボックス（Matchbox）は、2009年の1-100 ミニカー シリーズで第2世代1971年モデルのヴィスタクルーザーを発売した。
TVドラマ『FRINGE』の中でピーター・ビショップ（Peter Bishop）が第2世代のヴィスタクルーザーに乗っている。
ドライバー:サンフランシスコにおいては第2世代のヴィスタクルーザーが収録されている。